# 北海道道1146号瀬多来吉野線
北海道道1146号瀬多来吉野線（ほっかいどうどう1146ごう せたらいよしのせん）は、北海道十勝郡浦幌町内を結ぶ一般道道である。

## 概要

### 路線データ
- 起点：北海道十勝郡浦幌町瀬多来（北海道道974号東台留真線交点）
- 終点：北海道十勝郡浦幌町吉野（国道38号交点）
- 総距離：19.2 km（内、重複区間6.8 km）

## 歴史
- 1996年（平成8年）2月29日 - 路線認定[1]。

## 路線状況

### 重複区間
浦幌町
- 幾千世 - 稲穂（北海道道597号十弗浦幌線）

## 地理

### 通過する自治体
- 十勝総合振興局
  - 十勝郡浦幌町

### 主な接続道路
浦幌町
- 北海道道974号東台留真線 - 瀬多来（起点）
- 北海道道597号十弗浦幌線 - 幾千世、稲穂
- 国道38号 - 吉野（終点）